# 多切斯特 (多塞特郡)
多切斯特（英語： /ˈdɔːrtʃɛstər/ DOR-ches-tər）是英國多塞特郡的郡治，位於西南英格蘭。多切斯特是一個古老的集鎮，位於弗洛姆河畔。2011年英國人口普查時多切斯特有19,060人。
多切斯特是著名英國作家托馬斯·哈代的故鄉，其作品《卡斯特桥市长》就是基於多切斯特的風貌寫成的。

## 外部連結
- West Dorset District Council （页面存档备份，存于）
- Census data （页面存档备份，存于）
- 中的“多切斯特 (多塞特郡)”